# 美国残疾人法案
《美国残疾人法案》（英語：Americans with Disabilities Act of 1990，简称：ADA）是由美国国会于1990年7月正式颁布的一项法案，也是美国一部旨在保障残疾人权利的公民权利法律。该法案明确禁止基于残疾的歧视行为，赋予美国残疾人群体与《1964年民权法案》所保障的族裔、宗教、性别与国籍等身份类别相似的保护机制。在后续的立法与司法实践中，性取向与性别认同亦被纳入平等保护的范畴。不过，与《民权法案》不同的是，《残疾人法案》不仅禁止歧视，还要求雇主为残疾员工提供“合理便利”，并对公共场所的无障碍设施设置提出强制性要求。
该法案的提出可以追溯至1986年，当时国家残疾人事务委员会建议制定一部全面保障残疾人权益的法案，并起草了最初的草案。1988年，该草案分别在众议院与参议院被正式提出，引发广泛关注。在立法过程中，法案获得了跨党派议员的大力支持，但也面临来自企业团体和部分保守宗教团体的反对。企业界担忧法案将增加营运成本，而一些保守派则反对给予感染HIV人士法律保护。尽管如此，最终版本的法案于1990年7月26日由时任总统乔治·赫伯特·沃克·布什签署生效。2008年，该法案进行了重要修订，进一步扩大了适用范围，并于2009年1月1日由时任总统乔治·沃克·布什签署生效。

## 法律定义
《残疾人法案》中的“残疾”定义涵盖精神与生理两大类状况，一个状况不必达到严重或永久性程度，也可被认定为“残疾”。根据公平就业机会委员会发布的规章文件，下列状况通常可被直接认定为残疾：截肢、多动症（ADHD）、自闭症、躁郁症、失明、癌症、脑性麻痹、失聪、糖尿病、癫痫、艾滋病毒或艾滋病、智力障碍、严重抑郁症、依赖轮椅的行动障碍、多发性硬化、肌肉萎缩症、强迫症、创伤后应激障碍（PTSD）以及精神分裂症等。此外，某些身体或精神状况是否构成“残疾”，还需综合考量其在“无干预情形”（absence of mitigating measures）下的影响。所谓“无干预情形”，是指未服用药物、未接受治疗、未使用辅助器具、未依赖功能恢复技术时的症状表现。如果该状况具间歇性，评估时应参考其“发作期”的症状严重程度。
然而，并非所有状况都能被列入残疾范围。为了防止该法案遭到滥用，立法者明确排除了某些普遍被视为反社会或与违法行为相关的行为状况。例如，盗窃癖、恋童癖、裸露癖及偷窥癖等行为性障碍不属于法律所定义的残疾
。此外，由于医学界已不再将性取向视为精神障碍，法案也排除了性取向与性身份相关的条件。不过，近年来司法解释对该法案的适用产生了新的拓展。2022年，美国联邦第四巡回上诉法院裁定，性别焦虑症可被纳入残疾人法案的保护范围，这一裁定为跨性别者提供了新的法律依据，有助于他们争取在职场、医疗与公共服务等领域的平等待遇。

## 法案内容

### 第一编（就业）
《美国残疾人法案》第一编聚焦于就业领域，禁止雇主基于残疾对求职者或员工实施歧视。法律规定，凡属“受管制实体”（covered entity）的单位，不得歧视“具备资格的残疾人”（a qualified individual with a disability）。这一规定适用于招聘程序、录用、晋升、解雇、岗位培训及雇佣关系中的其他条件、权利与待遇。“受管制实体”包括拥有15人以上雇员的雇主、人力中介、工会组织，以及劳资关系委员会等 。
在就业过程中，对于求职者或员工的残疾状况，雇主只能在特定条件下进行询问或安排体检，且必须严格保密所有医疗信息。禁止的歧视行为不仅包括基于真实或被认为存在的残疾而拒绝聘用或解雇某人，还包括因残疾实施的隔离、骚扰等行为。此外，雇主有责任向残疾人提供“合理便利”（reasonable accommodations），以使其能够平等参与招聘和工作活动。所谓“合理便利”，是指对现有工作方式作出适当调整，以满足残疾人因其特殊需要所提出的合理请求。这些便利可能包括提供适合的特殊设备、调整工作时间表、改变工作任务的分配或沟通方式等。合理便利的原则并非无限延展，雇主无需提供会造成“过度困难”（undue hardship）或“过度支出”的安排。换言之，便利措施不得严重影响雇主的正常营运或构成经济负担。同时，接受便利的个人仍须具备履行岗位基本职能的能力，并满足工作绩效的标准。值得注意的是，若员工或求职者正在非法使用毒品，即便其有残疾，也不被视为“具资格者”，因此雇主基于此类原因作出的不利决定并不构成违法。
然而，第一编的部分条款在适用于州政府雇员时，曾在联邦最高法院的裁决中被认定为违宪。在2001年“阿拉巴马大学董事会诉加勒特案”（Board of Trustees of the University of Alabama v. Garrett）中，最高法院认为，《美国残疾人法案》强加给各州的诉讼义务侵犯了宪法第十一修正案所赋予州政府的主权豁免权。因此，该判决裁定州政府雇员不得以《美国残疾人法案》为由直接起诉其州政府雇主。不过，尽管个体雇员不能起诉所属州政府，但他们仍可向司法部或公平就业机会委员会提出申诉，由相关联邦机构代表其提起诉讼，以维护其权利。

### 第二编（公共机构）
《美国残疾人法案》第二编主要规范州与地方政府机构的行为，禁止其在各项公共事务中基于残疾对个人实施歧视。该编适用于所有地方公共机构，包括学区、市政府、县政府及其他地方机关，也同样适用于州一级的公共机构。这些公共机构必须遵守由美国司法部颁布的第二编实施细则，确保所有由其提供的项目与服务对残疾人士开放且无障碍。
第二编所要求的“无障碍”不仅限于物理环境的通行便利，更包括制度与程序上的平等可及。在建筑与设施层面，各级公共机构应遵循《无障碍设计标准》（ADA Standards for Accessible Design），确保残疾人可以安全、便利地进入并使用设施空间。而在制度运作方面，若原有政策、程序构成实质性阻碍，也应当加以修改，以消除对残疾人的不利影响。例如，一所公立学校若因行政程序复杂或信息获取障碍，使残疾学生无法顺利申请课程或使用资源，则可能违反第二编规定。
此外，第二编对由公共机构营运的交通系统提出具体要求。美國運輸部依据该编规定对公共交通进行监管，覆盖所有州与地方政府主办的运输服务，包括国家铁路客运公司（Amtrak）及其他各类通勤运输机构。对于营运固定路线交通服务的机构，该法案要求其同步提供復康巴士（paratransit）作为辅助交通服务”，以服务那些因残疾而无法使用常规路线系统的乘客。为了保障行动不便者的交通权利，《美国残疾人法案》还设定了最低空间标准，要求公共交通工具必须预留足够位置用于固定轮椅，确保残疾人士在公共交通中获得与一般乘客相等体验。
第二编还适用于所有州与地方层级的公共房屋事务，包括公共房屋项目、住房补助、以及各类住房推荐服务。为落实这些条文，美国住房与城市发展部下设的公平住房与平等机会办公室负责执行本编涉及住房领域的各项规定。无论是为低收入家庭提供公共房屋资源，或是对特定群体进行住房安排，公共机构均应确保程序公平，并采取必要措施以消除残疾因素所带来的不利影响。

### 第三编（公共场所）

#### 建筑规范
《美国残疾人法案》第三编主要针对公共场所的服务与设施，强调“平等享有”的原则，禁止任何业主、承租人或营运者基于残疾歧视他人在享有商品、服务、设施或便利时的平等待遇。该编所称的“公共场所”涵盖绝大多数向公众开放的商业与非商业设施，包括旅馆、旅社等住宿场所，餐厅、商店、学校、娱乐与展示场所，以及运输与医疗服务单位等。
依据第三编的规定，自1992年7月该法案生效后，所有新建、改建或扩建的公共设施均必须遵循《无障碍设计准则》（ADA Accessibility Guidelines，ADAAG）的规定。该准则载于《聯邦規則彙編》第28卷第36部分附录A（28 C.F.R., Part 36, Appendix A）中，旨在确保所有新建或翻修后的场所均具备适当的无障碍设计，从而保障残疾人士可平等进入与使用各类设施。
不仅新建设施需要遵守相关标准，既有建筑也受第三编规管。该编明确指出，如果一个公共场所存在可以“轻松移除”的建筑障碍，但营运者未加以处理，即构成对残疾人的歧视。“移除障碍”（removing barriers）的标准是“可轻易达成”（readily achievable），意即该项改造应在无显著困难或费用负担下得以完成。法律并未对“轻易达成”作一刀切的定义，而是采用“权衡测试”的方式进行评估：一方面考虑改造成本，另一方面审视企业或业主的经济能力。因此，一家资金充裕的大型企业应承担更高的无障碍义务，而一家小型本地企业的责任则相对有限。
第三编也设有若干豁免条款。某些私人俱乐部及宗教组织通常不属于“公共场所”的定义范围，因而可不受本编约束。此外，对于被列入國家史蹟名錄，或在州及地方被认定为历史性建筑的场所，法案亦承认其特殊性。此类设施仍需尽最大可能履行无障碍义务，但若标准改造会“危及建筑的历史意义”，则可采用替代性标准，以在保护文化遗产与保障无障碍之间寻求平衡。
2010年，美国司法部对第三编的实施条例进行了修订，其中新增对游泳设施的无障碍要求。根据最新标准，所有新建或改建的游泳池、戏水池与水疗池，均须提供适合残疾人进出的设备，通常为固定式升降设备。这项规定的执行同样依赖于“是否可轻易达成”的判断。具体而言，标准中规定了根据水池大小所需配备的无障碍出入口数量，其详细内容载于第242节。此外，第1009节亦对既有游泳设施的例外情况作出说明。若某一设施早于新规生效日期投入使用，且全面整改存在实际困难，则可免于完全遵循所有标准，但仍应尽力改进。

#### 服务型动物
《美国残疾人法案》第三编对服务型动物的使用作出了明确规定，旨在保障残疾人士在公共场所的平等权利，同时平衡商户在接纳服务动物时的合理运作需求。根据该法案，服务型动物在大多数公共场所享有法律保障，残疾人可携带其进入各类公共场地，包括餐馆、商店、旅馆、剧院、医院等。
根据规定，服务型动物是指经过专门训练，能够为残疾人执行特定任务的动物，如导盲、协助听力、发作预警、行动辅助等。商家在面对此类动物时，有权提出两个问题：其一，该动物是否为服务型动物；其二，该动物接受了哪些任务方面的训练。但商家无权要求动物当场展示相关行为技能，也不能要求出示服务动物的身份证明或其他注册文件。同时，任何人不得询问动物主人的残疾详情。
在服务型动物行为不当或构成安全威胁的特殊情形下，商家才可将携带动物的顾客请出场所。具体而言，若动物行为失控且其主人无法有效控制，例如持续吠叫、扑咬等，或动物对他人健康与安全构成直接威胁时，场所方面可依法要求其离开。但法案同时明确指出，对动物的过敏反应或害怕动物并不构成“直接威胁”，因此不能作为拒绝服务动物入内的理由。
对于食品处理或销售类场所，《美国残疾人法案》亦提出了例外条款，即使州或地方的卫生法规通常禁止动物进入厨房或就餐区，该类场所也必须允许服务型动物及其主人进入。但法律并不要求商家为服务型动物提供饮食、如厕场所或照料服务，同时也禁止向服务动物收取任何额外费用。此外，商家不得通过将携带服务动物的顾客隔离于他人之外，或限制其使用某些服务区域，来实施变相歧视。
在保障服务动物接纳权的同时，法律亦规定了责任的合理边界。尽管残疾人不得因携带服务动物而遭到不平等待遇，但如果服务动物对场所造成了实际损坏，且该场所原本就会因顾客造成的损害而要求赔偿，残疾人也需依法承担相应责任。

#### 辅助设施
《美国残疾人法案》第三编明确规定，公共场所需为残疾人士提供辅助设施和服务（auxiliary aids and services），以确保他们在使用商品、服务、设施、特权或便利时不因缺乏适当支持而遭受排斥、拒绝、隔离或不平等对待。除非可以证明提供这些辅助措施将从根本上改变所提供服务的性质，或会带来“过度负担”，即显著的困难或费用，否则公共场所必须采取必要措施，提供辅助设施。
“辅助设施与服务”的范畴十分广泛，涵盖多种支持残疾人沟通和信息获取的方式。对于听力障碍人士，可使用的辅助设施包括：现场口译员或视频远程口译（VRI）服务、笔记记录员、实时计算机转录系统、书面材料、纸条交流、电话听筒放大器、助听设备及系统、与助听器兼容的电话设备、隐藏式字幕解码器、开放或隐藏式字幕（包括实时字幕）、语音、文字与视频通信系统，如文字电话（TDD/TTY）、视频电话、字幕电话、视频文本显示装置，以及可访问的电子与信息技术等。这些设施的核心目标是使以听觉方式传递的信息，能被听障人士以等效方式接收和理解。对于视力障碍人士，法案规定的辅助服务包括：合资格的朗读员、录音文字材料、盲文资料与显示设备、屏幕朗读软件、放大软件、光学阅读器、第二音频节目（SAP）、大字印刷资料、无障碍的电子与信息技术等。上述措施旨在确保通过视觉传递的信息，能够以替代方式被视障用户有效接收。除此之外，辅助设施的范畴还包括某些设备的采购或改装，以及其他性质相近的服务与行为。这些规定强调了无障碍环境不仅涉及物理通行，更包括信息与交流渠道的公平可及。
字幕技术被视为一种重要的辅助服务。自《美国残疾人法案》通过以来，字幕的使用范围不断扩大。娱乐、教育、信息与培训等领域的视频材料，越来越多地在制作与发布阶段就附加字幕，以便听障人士同步获取内容。1990年通过的《电视解码器电路法案》（Television Decoder Circuitry Act of 1990）规定，自1993年7月起，在美国销售的所有13英寸以上电视机，必须内建隐藏式字幕解码器，使观众可收看带有字幕的电视节目。在更广泛的传播领域，《1996年电信法》（Telecommunications Act of 1996）授权联邦通信委员会（FCC）制定规则，强制要求绝大多数电视节目配备隐藏式字幕。根据这一授权，联邦通信委员会的字幕规定自1998年1月1日起正式生效。

### 第四编（电信服务）
《美国残疾人法案》第四编针对电信服务的可及性问题，对《1934年通信法》进行了修订，在《美国法典》中增列第47编第225条的相关内容。其核心要求在于，所有美国的电信公司必须为残疾人群体，尤其是听力或语言障碍者，提供功能上等效的通信服务。这一条款的实施，推动了公众通信系统中专为听障者设计的电传打字机（TTY）与聋人通信设备（TDD）的普及。更为关键的是，它在全美50个州及哥伦比亚特区建立了当时称为“双方中继服务”（dual-party relay services）的系统，现今被统称为电信中继服务（TRS）。以往的电信中继服务运作机制主要通过“通信助理”完成。这些助理在聋人或语言障碍者与健听用户之间进行口语与文字或手语的双向转译，随着互联网技术的演进，电信中继服务发展出多种的服务形式。例如，越来越多的中继通信通过网络进行，形式包括视频中继服务（VRS）和文字中继服务。这些服务允许使用者通过视频或文字与他人交流，而通信助理则实时在手语、文字与语音之间进行转换。据美国联邦通信委员会资料，至2006年，美国每月视频中继服务的平均通话时间已达200万分钟，显示其在残障社群中的广泛应用。

### 第五编（补充条款）
第五编则涵盖了《美国残疾人法案》实施过程中的多项技术性及程序性条款，作为整个法案的补充。该编收录在《美国法典》第42编第12201至12213节中，其内容主要包括对法案适用范围、解释规则、司法管辖权等方面的详细说明。
第五编首先确认，《美国残疾人法案》的施行并不改变、废止或取代1973年《复康法》（Rehabilitation Act of 1973）第504条的规定。该条是美国最早保障残障人不受歧视的重要法律条款之一，适用于接受联邦资金支持的机构。此确认条款的设置，确保了《美国残疾人法案》与既有法律之间的衔接和一致性，防止因新法实施而削弱既有法律保障的效力。另一个重要内容，是关于反报复与防胁迫的规定。这一条款旨在保障个人在依法行使自身权利，或帮助他人主张合法权利时，不会受到任何形式的惩罚或干扰。《美国残疾人法案》的《技术援助手册》对此有明确阐释，指出该条款广泛适用于所有个体或组织，凡是试图阻止某人主张其权利，或因其行使权利而进行报复者，均属违法。此类违法行为包括但不限于威胁、恐吓、骚扰或其他意图干扰残障人行使其法定权利的行为。该规定不仅增强了法案的可执行性，也为残障人或其支持者提供了法律保护的屏障。第五编还包括其他附属条款，例如对州政府主权豁免权的界定、相关定义与适用细节的说明，以及对法院审理程序的补充规定。